# Danmarks kolonihaver
Danmarks kolonihaver er en dansk dokumentarfilm fra 1944 med instruktion og manuskript af Valdemar Andersen.

## Handling
En oversigt over Danmarks kolonihaver og samtidig et indblik i Kolonihaveforbundets store organisation, som står bag hele bevægelsen.